# مرکز شهر (فیلم)
مرکز شهر (انگلیسی: Downtown) فیلمی زوج هنری در سبک جنایی و درام به کارگردانی ریچارد بنجامین است که در سال ۱۹۹۰ منتشر شد.

## بازیگران
- آنتونی ادواردز
- فارست ویتاکر
- پنلوپه آن میلر
- جو پانتولیانو
- کورنبرگ آرون براون
- واندا د خسوس